# Лодзь-75
XII Общепольская филателистическая выставка «Лодзь-75» (пол. XII Ogólnopolska Wystawa Filatelistyczna «Łódź 75») была организована в Лодзи в 1975 году в связи с 25-летием Польского союза филателистов (ПСФ).

## Выбор места проведения
Лодзь получила право принимать очередную общепольскую филателистическую выставку, поскольку во времена Польской Народной Республики (ПНР) филателистическое движение здесь получило значительное развитие: местная городская филателистическая организация объединяла на тот момент 8 тысяч человек и ежеквартально издавала авторитетный «Бюллетень филателиста» («Łódzki Biuletyn Filatelistyczny»).

## Руководство
Во главе общего руководства выставкой стоял член Политбюро ПОРП, заместитель председателя Совета министров ПНР, министр культуры и искусства Юзеф Тейхма.
В организационный комитет выставки также входили:
- Януш Пекут — председатель комитета по подготовке выставки,
- Ян Заборовский — председатель юбилейного комитета,
- Збигнев Зеленский (Zbigniew Zieliński) — председатель Польского союза филателистов,
- Цезарь Рудзинский — председатель комиссии по делам сотрудничества с зарубежными странами правления ПСФ.

## Открытие и гости
Торжественное открытие выставки провели министр связи ПНР Эдвард Ковальчик и председатель городского совета Лодзи Ежи Ловенц.
На выставке присутствовали гости из Народной Республики Болгарии, Венгерской Народной Республики, Германской Демократической Республики, Советского Союза, Социалистической Республики Румынии, Чехословацкой Социалистической Республики, в том числе:
- И. А. Моросанов — заместитель председателя Всесоюзного общества филателистов,
- Ладислав Дворжачек (чеш. Ladislav Dvořáček) — вице-президент Международной федерации филателии, председатель Союза чехословацких филателистов[чеш.],
- Дончо Станчев и Христо Николчев — члены президиума Союза болгарских филателистов[англ.],
- Хейн Ульман и Вольф-Дитрих Шпрунг — председатели Карлмарксштадтского и Ростокского окружных отделений Союза филателистов ГДР (нем. Philatelistenverband der DDR),
- Ласло Шош (венг. László Soós) — председатель Всевенгерского союза филателистов (МАБЕОС; венг. Magyar Bélyeggyűjtők Országos Szövetsége — MABÉOSZ),
- Разван Панаитеску — заместитель председателя Ассоциации филателистов Румынии[англ.].

## Выставочные площадки
Филателистическая выставка размещалась в трёх учреждениях города Лодзи:
- коллекции почётного и основного конкурсного классов — во Дворце спорта[англ.],
- коллекции молодых филателистов — в городском Доме культуры,
- зарубежные и внеконкурсные экспозиции — в Центре пропаганды искусства парка имени Сенкевича.

## Экспонаты
Для участия в выставке были оценены свыше 1000 коллекций и отобрана половина из них. Экспонентам выделяли по три—пять стендов; Музей польской почты получил десять стендов в официальном классе.
Значительное количество тематических коллекций имело политическую направленность, что нашло отражение в их названиях, например:
- «Марксизм-ленинизм всегда жив»,
- «Чтобы никогда не было войны»,
- «Мы обвиняем фашизм»,
- «Наша дорога к победе» (о совместной борьбе советской и польской армий во Второй мировой войне) и др.

Десять экспонатов были посвящены Лениниане, и одной из лучших коллекций на эту тему называлось собрание «Владимир Ильич Ленин» Эдмунда Купского (Познань).
Лучшие коллекции польских тематиков были направлены на I Всемирную выставку тематической филателии «Темабельга», которая состоялась в конце 1975 года в Брюсселе.
В почётном классе заметное место занимала коллекция старейшего польского почтальона Станислава Долинского, которая ранее была удостоена золотых медалей различных выставок.
На выставке было показано много интересных филателистических материалов домарочного периода, писем из гитлеровских концлагерей, авиапочтовых марок. В собрании Яна Заборовского были представлены современные и старинные марки и спецгашения Венгрии. Из зарубежных коллекций интерес вызвала экспозиция советского филателиста Л. Л. Колосова (Минск) по истории белорусской почты.

## Другие мероприятия
В рамках программы выставки также проводились следующие мероприятия:
- торжественное заседание и экспозиция в честь серебряного юбилея ПСФ в Большом театре оперы[англ.],
- награждение польских филателистов государственных орденами,
- день ПСФ,
- дни крупных округов Польши,
- день женщины,
- день молодого филателиста[1] и День почтовой марки (30 ноября 1975 года)[2],
- встречи членов клуба «Красный Крест»,
- симпозиумы историко-исследовательской комиссии правления ПСФ,
- встреча выставочной комиссии правления (инструкционного, учебного характера),
- совещание представителей делегаций соцстран по регламенту выставок «Соцфилэкс»,
- подписание соглашения о сотрудничестве филателистических союзов Венгрии и Польши,
- встреча с заместителем председателя городского совета Яном Моравецом,
- встреча с начальником окружной Дирекции почт и телеграфов Юзефом Гроностаем,
- встреча с Янушем Крулем, директором «Руха»[пол.] — организации по распространению печати и книг,
- обмен опытом работы в Лодзинском клубе филателистов[1].

## Память
В ноябре 1975 года в ознаменование выставки польским почтовым ведомством были выпущены почтовые марка и блок. Марка блока по оформлению повторяла зубцовую марку и имела тот же номинал — 4,50 злотого. В качестве изображения на них была использована репродукция картины «Лодзь» В. Стржеминского (1893—1952). Сверху была дана надпись на польском языке: «Лодзь-75. XII Всепольская филателистическая выставка», внизу — «25 лет Польскому союзу филателистов». Автор дизайна марки и блока, отпечатанных офсетом, был художник З. Стасик. Тираж марки составил 2 млн, а блока — 700 тысяч экземпляров. Выпуск сопровождался конвертами первого дня.
Кроме того, выходили односторонние почтовые карточки с оригинальной маркой, открытки и конверт, а также были организованы специальные гашения. Издавался каталог выставки[≡].
| Памятные филателистические сувениры в связи с XII Общепольской филателистической выставкой «Лодзь-75», посвященной 25-летию Польского союза филателистов | Памятные филателистические сувениры в связи с XII Общепольской филателистической выставкой «Лодзь-75», посвященной 25-летию Польского союза филателистов |
| --- | --- |
| | |
| Односторонняя почтовая карточка с оригинальной маркой и специальным гашением                                                                             | Открытка (обратная сторона) |

По случаю выставки была также подготовлена памятная медаль, на обороте которой помещены слова председателя Совета министров ПНР Петра Ярошевича:
Ваша идея нам очень близка, потому что она соединяет людей всех стран света.